# Стационе Казал Сабини (Бари)
Стационе Казал Сабини (итал. Stazione Casal Sabini) је насеље у Италији у округу Бари, региону Апулија.
Према процени из 2011. у насељу је живело 34 становника. Насеље се налази на надморској висини од 389 м.